# Špička (houba)
Marasmius (špička (houba)) je rod hub zahrnující velmi širokou škálu druhů, rostoucích především v tropech. V Evropě je prozatím známo asi 30 druhů špiček. Tropické druhy bývají pestře zbarvené, evropské druhy jsou zpravidla barevně nevýrazné. Jde o drobné houby, pro něž je příznačné, že po uschnutí plodnice nezahyne, nýbrž po vydatných deštích znovu „obživne“ a je schopna dalšího růstu. Nejznámějším zástupcem této skupiny je špička obecná (Marasmius oreades).

## Přehled jednotlivých druhů
- rod Marasmius:[2]

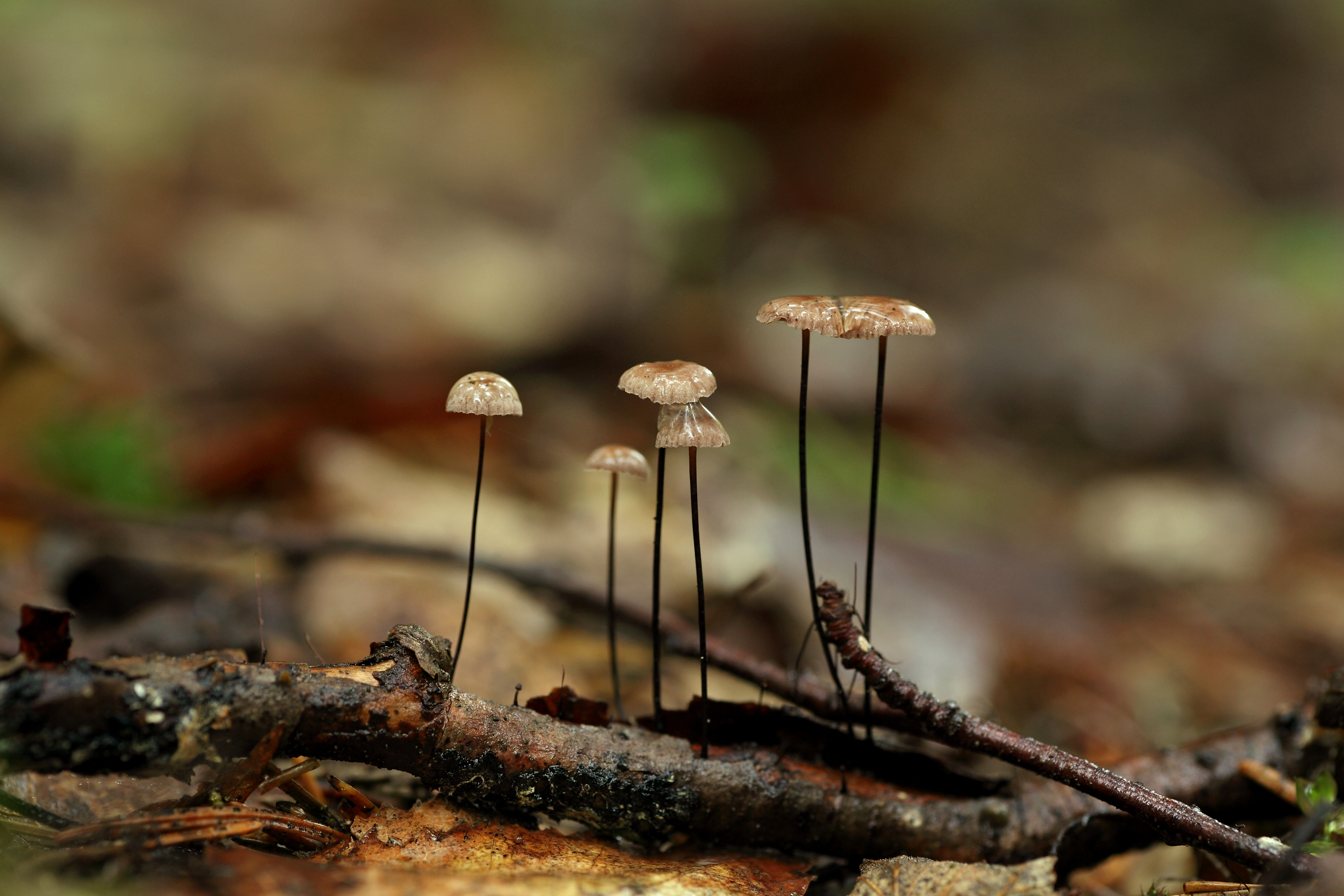
Špička žíněná, Albu, Estonsko.

  - Marasmius alliaceus - špička cibulová
  - Marasmius androsaceus - špička žíněná
  - Marasmius anomalus - špička chudolupenná
  - Marasmius bulliardii - špička Bulliardova
  - Marasmius buxi 
  - Marasmius chordalis
  - Marasmius cohaerens - špička rohonohá
  - Marasmius collinus - špička chlumní
  - Marasmius corbariensis
  - Marasmius cornelii
  - Marasmius crinis-equi
  - Marasmius curreyi - špička Curreyova
  - Marasmius epidryas
  - Marasmius epiphylloides
  - Marasmius epiphyllus - špička listová
  - Marasmius favrei - špička Favreho
  - Marasmius graminum - špička travinná
  - Marasmius haematocephalus
  - Marasmius hudsonii
  - Marasmius insititius
  - Marasmius kroumirensis
  - Marasmius limosus - špička močálová
  - Marasmius lupuletorum - špička kožová
  - Marasmius minutus - špička vlasonohá
  - Marasmius oreades - špička obecná
  - Marasmius palmivorus
  - Marasmius phalaricola
  - Marasmius prasiosmus - špička česnekovonná
  - Marasmius pseudocaricis
  - Marasmius quercophilus - špička dubomilná
  - Marasmius recubans 
  - Marasmius resinosus
  - Marasmius rotula - špička kolovitá
  - Marasmius sacchari 
  - Marasmius saccharinus
  - Marasmius scorodonius - špička česneková
  - Marasmius setosus - špička listožijná
  - Marasmius skalae - špička Skálova
  - Marasmius splachnoides
  - Marasmius tenuiparietalis - špička protáhlá
  - Marasmius teplicensis - špička teplická
  - Marasmius torquescens - špička kroutivá
  - Marasmius tremulae - špička osiková
  - Marasmius ventalloi - špička piniová
  - Marasmius wettsteinii - špička Wettsteinova
  - Marasmius wynneae - špička Wynneové